# Глуський замок
52°54′03″ пн. ш. 28°41′31″ сх. д. / 52.9009255° пн. ш. 28.691855694444° сх. д.

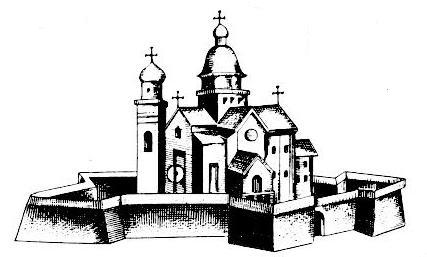
Бернардинський костел посеред Глуського бастіонного замку, XVIII

Глуський замок — дерев'яна оборонна і адміністративна споруда XVI століття-XVII століть на березі річки Птичі, перебудована в другій половині XVII століття в могутній бастіонний замок.

## Дерев'яний замок
На початку XVI століття Юрій Іванович Гольшанський сконцентрував у своїх руках землі Глуської волості і звів дерев'яний замок, який став центром новоствореного містечка Глуськ-Дубровицький (нині Глуськ). Замок збудували на місці староруського городища. Система оборони ґрунтувалася на дерев'яно-земляних фортифікаціях: довкола замок було обведено ровом і земляним валом, на якому височіли стіни-городні з обланками. Замок мав дві дерев'яних вежі, вежу-браму, а також невелику хвіртку з боку річки Птичі.
Після смерті його сина Семена Юрійовича 1558 року замок аж до 1626 року був поділений між нащадками і не мав одного власника. Втановлювати єдиновладдя у містечку Глуськ і його замку узявся Костянтин Олександрович Полубенський. 1646 року замок успадкував його син Олександр Костянтинович Полубенський. Під час війни 1654-1655 років дерев'яний замок був у березні 1655 року спалений козаками.

## Бастіонна фортеця

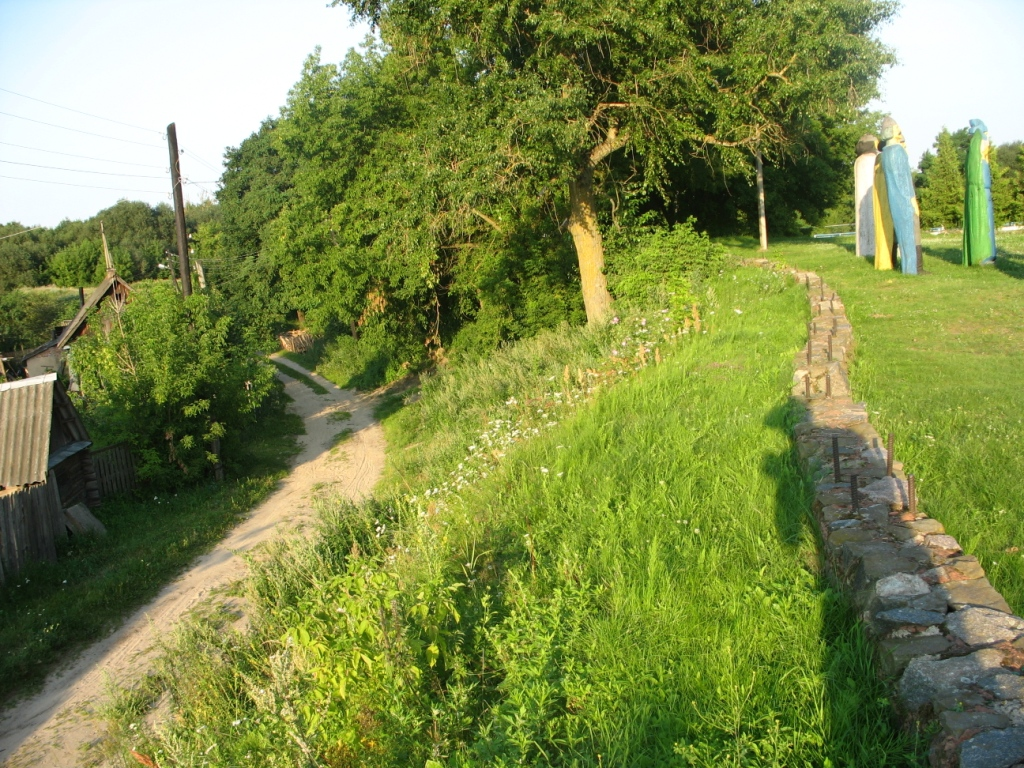
Північно-західна куртина фортеці, 2008

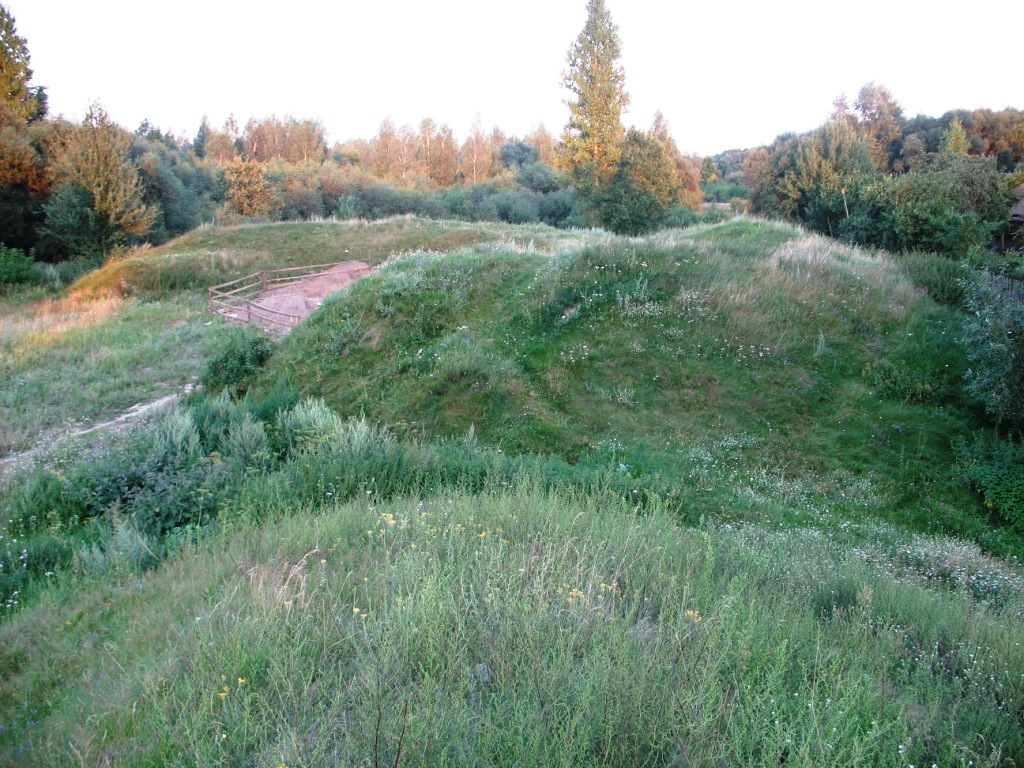
Залишки південного земляного бастіону і археологічні дослідження на його території, 2008

Після спалення Глуська козаками сейм Речі Посполитої надав йому податкові пільги. Натомість Олександр Полубенський розпочав зведення на місці колишнього дерев'яного замку могутньої бастіонної фортеці. Привілеєм 1667 року на території фортеці було виділено місце для костелу, монастиря і саду монахів бернардинів. 
Сам бастіонний замок міг бути зведений між 1670-1675 роками. Фортеця була збудована у традиціях розповсюдженої на той час в Речі Посполитій староголандської школи фортифікації: п'ятигранний за формою внутрішній двір оточували насипані із піску та глини куртини і бастіони. Вони підносилися на рівень 5-7 метрів над двором і захищали оборонців від артобстрілу. З боку містечка в кутині ближче до південного бастіону була збудована триповерхова мурована вежа-брама, яка зачинялася, окрім воріт з двох обкованих залізом ворітниць, ще й кованими герсами і підйомним мостом. Всередині замку розташовувалися різні господарські і житлові приміщення, а також цоґгавз збудований у техніці «пруського муру» і комплекс мурованих костелу і монастиря бернардинів. З боку Птичі до фортеці можна було потрапити через двоповерхову Водну браму.
1690 року після смерті дочки Олександра Полубенського Ганни Марії Глуськ і бастіонний замок переходять у володіння для її чоловіка Домініка з несвіжських Радзивилів. Його онук Альбрехт Радзивил (1717-1791) один з Радзивилів обрав Глуськ для сталого проживання. 1784 року він через суд спробував оспорити права монахів-бернардинів на землю на території замку.
Після XVIII століття фортеця занепала.

## Сучасний стан
1944 року на території замку було підірвано бернардинський костел. Значні ушкодження спричинили будівельні роботи 1970-их років.
1988 року в Глуській фортеці розпочалися археологічні дослідження під керівництвом Геннадія Сагановича. В цей час з ініціативи місцевої влади на його території почалося будівництво спортивного комплексу включно із стадіоном і критим фізкультурно-оздоворчим комплексом, що призвело до значного ушкодження пам'ятки. Починаючи з 1996 року ініціатива з дослідження Глуського замку перейшла до археолога Ірини Ганецької, яка послідовно займається вивченням історії Глуського замку до сьогоднішнього часу.

## Літаратура
- Міхась Ткачоў. Глускі замак. // Энцыклапедыя гісторыі Беларусі. У 6 т. Т. 3: Гімназіі — Кадэнцыя / Беларус. Энцыкл.; Рэдкал.: Г. П. (біл.)
- Ірына Ганецкая. Характарыстыка крыніц па вывучэньні Глускага замка. // Castrum, urbis et bellum. Баранавічы, 2002. (біл.)
- Ірына Ганецкая. Вежа-брама Глускага замка па дадзеных археалогіі і пісьмовых крыніц. // Badania archeologiczne w Polsce północno-wschodniej i na zachodniej Białorusi w latach 2000 – 2001. Materiały z konferencji, Białystok 6-7 grudnia 2001 roku. Białystok. 2002. (біл.)
- Ірына Ганецкая. Глускі замак (гісторыя аднаго помніка у асобах) // Беларускі гістарычны часопіс № 9, 2006. (біл.)